# 比森特·布拉斯科·伊巴涅斯
比森特·布拉斯科·伊巴涅斯（西班牙語：Vicente Blasco Ibáñez，西班牙語發音：[biˈθente ˈblasko iˈβaɲɛθ]，1867年1月29日—1928年1月28日）是瓦倫西亞出身的西班牙现实主义作家，西班牙民主共和运动领导人，98世代的代表人物。

## 生平
出生于瓦倫西亞，父亲加斯帕尔·布拉斯科和母亲拉蒙纳·伊巴涅斯都是来自阿拉贡的商人。早年读过法国作家阿尔方斯·德·拉马丁和维克多·雨果的作品。
后进入巴伦西亚大学学习法律，1888年中途辍学，没有拿到学位。他是反对君主制的共和主义者。1890年因反对卡洛斯主义者塞拉尔沃侯爵而短暂流亡法国。1894年11月，他创办了《人民报》。他多次受到当局的迫害： 1892年因《黑蜘蛛》的出版被教会监禁。1896年因挑动民众反对西班牙对古巴独立运动的干预，被迫流亡至意大利。1898年因带领民众参加反君制示威活动而入狱。在此期间，他出版了许多作品，也获得了不少名望。1898年至1908年，他连续当选波旁王朝复辟时期西班牙国会的巴伦西亚议员。
1908年11月，他辞去了议员职位，来到了马德里，开始频繁出入文学沙龙，致力于推广自己的作品。1909年，他进行了一次长途旅行，游历南美的布宜诺斯艾利斯、圣地亚哥、塔尔卡和康塞普西翁等地。最后他来到阿根廷的巴塔哥尼亚，在巴拉那河畔开辟了两块垦殖地：“塞万提斯”和“新巴伦西亚”。但是他的农场最终失败倒闭。
失败后，他重返欧洲，来到巴黎，准备靠出版作品获得足够多的钱。1914年夏，第一次世界大战爆发，他站在了同盟国这一边。他先后出版了《启示录的四骑士》、《我们的海》和《女性的敌人》，即“战争”三部曲。其中，《启示录的四骑士》在美国畅销，一年内售出了超过20万册。
1923年，他乘坐客轮来到朝鲜半岛，后换乘火车从中朝边界进入中国，用了几十天的时间，游历了沈阳、北京、上海、香港、广州和澳门等地。他把游历时的感受写在游记《一位小说家的世界旅行》中，长达近200页。
1928年在法国芒通逝世。

## 主要作品
| 原文标题                           | 中文译名                    | 首版年份      | 首版地                   | 体裁/内容                                    |
| ---------------------------------- | --------------------------- | ------------- | ------------------------ | -------------------------------------------- |
| La araña negra                     | 《黑蜘蛛》                  | 1892年        | 巴塞罗那                 | 与耶稣会有关的小说                           |
| París, impresiones de un emigrado  | 《巴黎，一个入境者的印象》  | 1893年        | 巴伦西亚                 | 法国游记                                     |
| Arroz y tartana                    | 《稻子与双轮蓬车》          | 1894年        | 巴伦西亚                 | 小说                                         |
| Flor de mayo                       | 《五月花》                  | 1895年        | 巴伦西亚                 | 小说                                         |
| Cuentos valencianos                | 《巴伦西亚故事》            | 1896年        | 巴伦西亚                 | 小说                                         |
| En el país del arte                | 《在艺术的国度》            | 1896年        | 巴伦西亚                 | 意大利游记                                   |
| La barraca                         | 《茅屋》                    | 1898年        | 在巴伦西亚《人民报》连载 | 自然主义小说                                 |
| Entre naranjos                     | 《橙林间》                  | 1900年        | 森佩雷                   | 小说                                         |
| Sónnica la cortesana               | 《妓女松尼卡》              | 1901年        | 森佩雷                   | 历史小说（罗马帝国）                         |
| Cañas y barro                      | 《芦苇和泥塘》              | 1902年        | 森佩雷                   | 小说                                         |
| La catedral                        | 《大教堂》                  | 1903年        | 森佩雷                   | 小说                                         |
| La maja desnuda                    | 《裸体的马哈》              | 1906年        | 森佩雷                   | 小说（灵感来自弗朗西斯科·戈雅的同名画作）    |
| El intruso                         | 《不速之客》/又译《闯入者》 | 1904年        | 森佩雷                   | 小说（关于巴斯克）                           |
| Oriente                            | 《东方》                    | 1907年        | 森佩雷                   | 君士坦丁堡游记                               |
| Sangre y arena                     | 《血与沙》/又译《碧血黄沙》 | 1908年        | 森佩雷                   | 小说                                         |
| Los cuatro jinetes del Apocalipsis | 《启示录的四骑士》          | 1916年        | 巴伦西亚                 | 小说                                         |
| Mare Nostrum                       | 《我们的海》                | 1918年        | 巴伦西亚                 | 小说                                         |
| Los enemigos de la mujer           | 《女性的敌人》              | 1919年        | 巴伦西亚                 | 小说                                         |
| La vuelta al mundo de un novelista | 《一位小说家的世界旅行》    | 1924年-1925年 | 巴伦西亚                 | 环球游记（共3卷）                            |
| El papa del mar                    | 《海上教皇》                | 1925年        | 巴伦西亚                 | 历史小说（本篤十三世教宗在佩尼伊斯科拉就职） |
| En busca del Gran Khan             | 《寻觅大可汗》              | 1929年        | 逝世后公开               | 历史小说（哥伦布）                           |
| El caballero de la Virgen          | 《圣母的骑士》              | 1929年        | 巴伦西亚                 | 历史小说（阿隆索·德·奥赫达）                 |

## 作品的中文译介
伊巴涅斯。最早被鲁迅等文人所熟知。而最早向中国人译介伊巴涅斯作品的则是戴望舒。1928年1月23日《文学周刊》第5期上刊载有他的译作《一个悲惨的春天》。解放后的1956年，上海新文艺出版社将戴望舒于1922年从法文翻译的作品整理成《布拉斯科·伊巴涅斯短篇小说选》出版。1962年，人民文学出版社出版了庄重由西班牙文直接翻译过来的《茅屋》。

### 主要中文译本
- 伊巴涅斯. . 由李德明 / 尹承东翻译. 上海译文出版社. 1983年. CSBN 10188·380.
- 布拉斯科·伊巴涅斯. . 由高长荣翻译. 山东文艺出版社. 1985年. CSBN 10331·143.
- 伊巴涅斯. . 由李德明 / 蒋宗曹翻译. 上海译文出版社. 1986年. CSBN 10188·603.
- 伊巴涅斯. . 伊巴涅斯短篇小说选. 由黄育馥 / 文平翻译. 重庆出版社. 1992年. ISBN 9787536617681.
- 伊巴涅斯. . 伊巴涅斯作品丛书. 由王宏翻译. 重庆出版社. 1994年. ISBN 9787536629844.
- 伊巴涅斯. . 伊巴涅斯作品丛书. 由赵伐 / 王宏翻译. 重庆出版社. 1995年. ISBN 9787536630871.
- 伊巴涅斯. . 伊巴涅斯作品丛书. 由高峰翻译. 重庆出版社. 1995年. ISBN 9787536630901.
- 伊巴涅斯. . 伊巴涅斯作品丛书. 由尹承东 / 蒋宗曹翻译. 重庆出版社. 1995年. ISBN 9787536630918.
- 伊巴涅斯. . 伊巴涅斯作品丛书. 由蒋宗曹翻译. 重庆出版社. 1997年. ISBN 9787536636569.
- 维·布·伊巴涅斯. . 西班牙文学名著丛书·珍藏本. 由申宝楼翻译. 黑龙江人民出版社. 1996年. ISBN 9787207018809.

## 扩展阅读
- 段若川. . 北京: 中国社会科学院外国文学研究所. （原始内容存档于2019-04-30） （中文（中国大陆））.